# Карпишин, Дрю
Дрю Карпишин (англ. Drew Karpyshyn) — канадский писатель и сценарист компьютерных игр.

## Биография
Родился 28 июля 1971 года в канадском городе Эдмонтоне. Вырос в городе Сент-Альберт, который находится недалеко на северо-западе от Эдмонтона.
Карпишин некоторое время проработал экспертом по займам. Потеряв машину в результате аварии, он бросил работу и вернулся в колледж, где получил степень по английскому языку. После этого он начал работать в качестве геймдизайнера для Wizards of the Coast, а также написал для компании два романа — Temple Hill и Baldur’s Gate II: Throne of Bhaal; обе книги вышли в 2001 году и разворачивались во вселенной Forgotten Realms.
В 2000 году он присоединился к студии BioWare в качестве сценариста. Он написал сценарий и большую часть диалогов для игры Star Wars: Knights of the Old Republic, которая получила награду «Лучший нарратив» на Game Developers Choice Awards в 2003 году. Далее он выступил ведущим сценаристом и проектировщиком Jade Empire и нескольких игр из серии Baldur’s Gate. Следующим крупным проектом стала научно-фантастическая серия игр Mass Effect.
В 2003 году Карпишин пишет свой первый рассказ «Paradise Lost» — историю Адама и Евы, изгнанных из Эдема, — который публикуется летом этого же года в журнале «Paradox». В начале 2004 года в сборнике «Open Space: New Canadian Fantastic Fiction» публикуется его второй рассказ — «Feast of the Gods». В 2006 году в сборнике «Carnifex Press» публикуется его третий рассказ, «It’s a Living». Также в 2006 году вышла третья книга Карпишина, Darth Bane: Path of Destruction, изданная Del Rey Ballantine Books.
Во время разработки Star Wars: The Old Republic Карпишин переехал в Остин, Техас. В феврале 2012 года он ушёл из BioWare, чтобы сосредоточиться на собственных проектах, однако в сентябре 2015 года Дрю объявил о возвращении и продолжении работы над The Old Republic. В 2017 году Карпишин присоединился к разработке Anthem. В 2018 году он вновь объявил об уходе из BioWare, чтобы сосредоточиться на написании новых романов, разработке научно-фантастической визуальной новеллы и фрилансе в игровой индустрии.
В феврале 2020 года бывшие сотрудники BioWare — Капришин, Джеймс Олен и Чад Робертсон — были приглашены в Archetype Entertainment, внутреннюю студию Wizards of the Coast, в качестве руководителей. Archetype работает над новой научно-фантастической ролевой игрой.

## Работы
| Год  | Название                                    | Роль                                                 |
| ---- | ------------------------------------------- | ---------------------------------------------------- |
| 2000 | Baldur’s Gate II: Shadows of Amn            | помощник дизайнера, составитель руководства для игры |
| 2001 | Baldur’s Gate II: Throne of Bhaal           | дизайнер                                             |
| 2002 | Neverwinter Nights                          | дизайнер                                             |
| 2003 | Neverwinter Nights: Hordes of the Underdark | дизайнер                                             |
| 2003 | Star Wars: Knights of the Old Republic      | старший сценарист, дизайнер, составитель руководства |
| 2005 | Jade Empire                                 | сценарист                                            |
| 2007 | Mass Effect                                 | ведущий сценарист                                    |
| 2010 | Mass Effect 2                               | сценарист                                            |
| 2011 | Star Wars: The Old Republic                 | сценарист                                            |
| 2019 | Anthem                                      | сценарист                                            |
| TBA  | Exodus                                      | сценарист                                            |

### Литературные произведения[15]
| Год  | Название на русском языке                      | Название на языке оригинала                | Комментарий                                                                                       |
| ---- | ---------------------------------------------- | ------------------------------------------ | ------------------------------------------------------------------------------------------------- |
| 2001 | —                                              | Temple Hill                                | рассказ                                                                                           |
| 2001 | —                                              | Baldur’s Gate II: Throne of Bhaal          | произведение по компьютерной игре                                                                 |
| 2003 | —                                              | Paradise Lost                              | рассказ                                                                                           |
| 2004 | —                                              | Feast of the Gods                          | рассказ                                                                                           |
| 2006 | Звёздные Войны. Дарт Бейн: Путь разрушения     | Star Wars. Darth Bane: Path of Destruction |                                                                                                   |
| 2006 | —                                              | It’s a Living                              | рассказ                                                                                           |
| 2007 | Открытие                                       | Mass Effect: Revelation                    | роман; приквел к серии компьютерных игр Mass Effect                                               |
| 2007 | Звёздные Войны. Дарт Бейн: Правило двух        | Star Wars. Darth Bane: Rule of Two         |                                                                                                   |
| 2008 | Восхождение                                    | Mass Effect: Ascension                     | роман; сиквел Mass Effect и приквел Mass Effect 2                                                 |
| 2009 | Звёздные Войны. Дарт Бейн: Династия зла        | Star Wars. Darth Bane: Dynasty of Evil     |                                                                                                   |
| 2010 | Возмездие                                      | Mass Effect: Retribution                   | роман; сиквел Mass Effect 2 и приквел Mass Effect 3                                               |
| 2011 | Звездные Войны. Старая Республика: Реван       | Star Wars. The Old Republic: Revan         | книга по вселенной Star Wars: The Old Republic, описывает события после первой и второй части игр |
| 2012 | Звёздные Войны. Старая Республика. Уничтожение | Star Wars. The Old Republic. Annihilation  | книга по вселенной Star Wars: The Old Republic                                                    |
| 2013 | —                                              | Children of Fire                           | роман                                                                                             |
| 2014 | —                                              | The Scorched Earth                         | роман                                                                                             |
| 2015 | —                                              | Chaos Unleashed                            | роман                                                                                             |